# Zorzines atrivirens
Zorzines atrivirens är en fjärilsart som beskrevs av Inoue 1992. Zorzines atrivirens ingår i släktet Zorzines och familjen nattflyn. Inga underarter finns listade i Catalogue of Life.